# Анри Поанкаре
Жул Анри Поанкаре (на френски: Jules Henri Poincaré) е френски математик, физик, философ и теоретик на науката, един от най-значимите математици на 19 век.

## Биография
Роден е на 29 април 1854 година в Нанси, Франция, в семейството на Леон Поанкаре, професор по медицина, и съпругата му Южени Лоноа – посветила живота си на възпитанието на децата. Братовчед на Анри Поанкаре е Реймон Поанкаре, който е 4 пъти първи министър на Франция и президент по време на Първата световна война.
Необикновената разсеяност на малкия Анри, която безпокои близките, по-късно се превръща в индивидуален маниер на великия учен. В детството си той боледува от дифтерит, който води до сериозни усложнения – парализа на краката и мекото небце. Няколко месеца детето не може нито да ходи, нито да говори. През това време у него възниква способността за цветно възприемане на звуците, която се запазва през целия му живот.
От 1862 до 1873 учи в местния лицей. Още в лицея проличават интересите на Поанкаре във всички области на науката и големият му математически талант. През 1873 постъпва в Парижката политехника (на френски: École Polytechnique) и я завършва през 1875 г. Проявява особена усърдност в следването си. Има добре развита памет и способност да онагледява математическите понятия, което му помага, тъй като е късоглед и трудно успява да види написаното на черната дъска.
След завършването на Политехниката учи в Парижкото национално висше минно училище, след което започва докторската си дисертация, като същевременно работи като минен инженер. Защитава докторска дисертация през 1879 в Парижкия университет на тема „За свойствата на функциите, определяни чрез частни диференциални уравнения“ под ръководството на Шарл Ермит. Следващите две години преподава математически анализ в университета в Кан, където се запознава с бъдещата си съпруга Полен д'Андеси, от която има три дъщери и един син.
Благодарение на застъпничеството на Шарл Ермит през 1881 г. успява да получи място в Катедрата по математическа физика и вероятности в Сорбоната. От ноември 1896 оглавява Катедрата по математическа астрономия и небесна механика при Парижкия университет. Член е на Парижката академия на науките от 1887, а от 1906 е и неин президент. През 1909 е избран за член на Френската академия (на френски: Académie française), а през 1912 г. – и за неин директор.
Умира на 17 юли 1912 година в Париж след операция на 58-годишна възраст.

## Научни приноси
След тридесет години напрегната научна работа Анри Поанкаре оставя огромно математическо наследство, обхващащо най-различни дялове на математиката: топология, теория на вероятностите, неевклидова геометрия, теория на диференциалните уравнения, теория на автоморфните функции, комплексен анализ и много други, като изследва и връзките между отделните дялове. Неговите работи, публикувани от Парижката академия на науките, изпълват 10 тома. Разработва – още преди 1884 г., теорията на автоморфните функции, които той нарича фуксови функции. През 1895 публикува „Analysis situs“ (букв. „Анализ на положението“), което се счита за първото системно изложение на топологията. Създател е на теорията на функциите на много комплексни променливи (многомерен комплексен анализ) и на алгебричната топология. Има съществен принос в алгебричната геометрия (дава доказателства на твърдения на Севари, Енрикес и Кастелнуово), както и в теорията на числата.
Занимава се също с решаването на различни задачи от астрономията и небесната механика. Доказва неинтегрируемостта на уравненията за движение на три тела. Въвежда методите на малкия параметър, на неподвижните точки, разработва теорията на интегралните инварианти. Впоследствие развива теорията на хаоса.
В областта на физиката изучава и допринася за развитието на: теорията на еластичността, термодинамиката, оптиката, електричеството, космологията и др. Има съществен принос в развитието на теорията на относителността. Именно в неговите трудове за първи път е формулирана в достатъчно пълна и ясна математическа форма специалната теория на относителността. През 1904 – 1905 г. изказва принципа на относителността, въвежда термините „преобразувания на Лоренц“ и „групи на Лоренц“ и показва, че е невъзможно да се констатира абсолютно движение, като се изхожда от представите за етера и уравненията на Максуел – Лоренц. Така Поанкаре прави решаващата крачка към създаването на теорията на относителността. Той дава изходните принципи на новата теория, дошла да смени класическата механика и наложила преразглеждане на физичните представи за пространството и времето.
Необратимостта на термодинамичните процеси и дифракцията на светлината, космогоничните хипотези и природата на рентгеновите лъчи, теорията на морските приливи и безжичния телеграф – навсякъде той оставя незаличимите следи на универсалното си дарование.
Като философ Поанкаре е известен с трудовете си по общометодологичните проблеми на науката, клони към махизма.
Той е носител на редица международни научни награди и медали като наградите „Жан Рейно“, „Бояй“ (1905) и „Лобачевски“. Участва в научни конгреси и конкурси, чете лекции в Берлин, Лондон и други градове извън Франция. Полага и значителни усилия за популяризирането на науката във Франция по онова време, като пише редица научнопопулярни статии.
Ученик на Анри Поанкаре е видният български математик Кирил Попов.